# 200 mètres papillon féminin aux championnats du monde de natation 2024
Cet article traite de l'épreuve féminine. Pour la compétition masculine, voir 200 mètres papillon masculin aux championnats du monde de natation 2024.
Le 200 mètres papillon féminin est une épreuve de natation sportive des championnats du monde de natation 2024. Elle a lieu les 14 et 15 février 2024 à Doha au Qatar.

## Records
Avant cette compétition, les records dans cette discipline étaient :
| Record du monde       | 2 min 1 s 81 | Liu Zige          | 21 octobre 2009 | Jinan, Chine |
| Record du championnat | 2 min 3 s 41 | Jessicah Schipper | 30 juillet 2009 | Rome, Italie |

## Résultats détaillés
Les 16 meilleurs temps se qualifient pour les demi-finales (Q), puis les 8 meilleurs demi-finalistes passent en finale (F).

### Séries
| Rang | Série | Ligne | Nageuse               | Pays               | Temps        | Commentaire  |
| ---- | ----- | ----- | --------------------- | ------------------ | ------------ | ------------ |
| 1    | 1     | 4     | Helena Rosendahl Bach | Danemark           | 2:09.21      | Q            |
| 2    | 2     | 4     | Laura Stephens        | Royaume-Uni        | 2:09.31      | Q            |
| 3    | 1     | 5     | Ma Yonghui            | Chine              | 2:09.50      | Q            |
| 4    | 3     | 6     | Rachel Klinker        | États-Unis         | 2:09.85      | Q            |
| 5    | 3     | 5     | Boglárka Kapás        | Hongrie            | 2:09.99      | Q            |
| 6    | 2     | 3     | Park Su-jin           | Corée du Sud       | 2:10.28      | Q            |
| 7    | 2     | 5     | Dalma Sebestyén       | Hongrie            | 2:10.34      | Q            |
| 8    | 3     | 4     | Lana Pudar            | Bosnie-Herzégovine | 2:11.05      | Q            |
| 9    | 3     | 3     | María José Mata       | Mexique            | 2:11.08      | Q            |
| 10   | 2     | 6     | Anja Crevar           | Serbie             | 2:11.63      | Q            |
| 11   | 2     | 2     | Amina Kajtaz          | Croatie            | 2:11.78      | Q            |
| 12   | 1     | 6     | Quah Jing Wen         | Singapour          | 2:11.86      | Q            |
| 13   | 3     | 2     | Kamonchanok Kwanmuang | Thaïlande          | 2:11.97      | Q            |
| 14   | 2     | 1     | Laura Lahtinen        | Finlande           | 2:12.06      | Q            |
| 15   | 1     | 3     | Georgia Damasioti     | Grèce              | 2:12.09      | Q            |
| 16   | 3     | 7     | Mariana Pacheco       | Portugal           | 2:12.59      | Q            |
| 17   | 1     | 1     | Zuzanna Famulok       | Pologne            | 2:13.20      |              |
| 18   | 3     | 1     | Mok Sze Ki            | Singapour          | 2:13.76      |              |
| 19   | 2     | 7     | Paula Juste Sánchez   | Espagne            | 2:14.25      |              |
| 20   | 1     | 2     | Ella Jansen           | Canada             | 2:14.77      |              |
| 21   | 3     | 0     | Julimar Ávila         | Honduras           | 2:16.32      |              |
| 22   | 3     | 8     | Ana Nizharadze        | Géorgie            | 2:22.35      |              |
| 23   | 2     | 0     | Inana Soleman         | Syrie              | 2:23.21      |              |
| 24   | 2     | 8     | Lia Ana Lima          | Angola             | 2:23.83      |              |
| 25   | 1     | 8     | Amaya Bollinger       | Guam               | 2:38.33      |              |
| –    | 1     | 7     | Maria Fernanda Costa  | Brésil             | Non partante | Non partante |

### Demi-finales
| Rang | Série | Ligne | Nageuse               | Pays               | Temps   | Commentaire |
| ---- | ----- | ----- | --------------------- | ------------------ | ------- | ----------- |
| 1    | 2     | 4     | Helena Rosendahl Bach | Danemark           | 2:07.45 | F           |
| 2    | 1     | 5     | Rachel Klinker        | États-Unis         | 2:07.70 | F           |
| 3    | 1     | 4     | Laura Stephens        | Royaume-Uni        | 2:07.97 | F           |
| 4    | 2     | 3     | Boglárka Kapás        | Hongrie            | 2:08.48 | F           |
| 5    | 2     | 5     | Ma Yonghui            | Chine              | 2:08.73 | F           |
| 6    | 2     | 6     | Dalma Sebestyén       | Hongrie            | 2:09.14 | F           |
| 7    | 1     | 3     | Park Su-jin           | Corée du Sud       | 2:09.22 | F           |
| 8    | 1     | 6     | Lana Pudar            | Bosnie-Herzégovine | 2:09.42 | F           |
| 9    | 1     | 2     | Anja Crevar           | Serbie             | 2:10.23 |             |
| 10   | 1     | 7     | Quah Jing Wen         | Singapour          | 2:10.31 |             |
| 11   | 2     | 2     | María José Mata       | Mexique            | 2:11.17 |             |
| 12   | 2     | 1     | Kamonchanok Kwanmuang | Thaïlande          | 2:12.14 |             |
| 13   | 1     | 8     | Mariana Pacheco       | Portugal           | 2:12.52 |             |
| 14   | 2     | 8     | Georgia Damasioti     | Grèce              | 2:13.07 |             |
| 15   | 2     | 7     | Amina Kajtaz          | Croatie            | 2:13.14 |             |
| 16   | 1     | 1     | Laura Lahtinen        | Finlande           | 2:14.12 |             |

### Finale
| Rang               | Ligne | Nageuse               | Pays               | Temps         |
| ------------------ | ----- | --------------------- | ------------------ | ------------- |
| Médaille d'or      | 3     | Laura Stephens        | Royaume-Uni        | 2 min 7 s 35  |
| Médaille d'argent  | 4     | Helena Rosendahl Bach | Danemark           | 2 min 7 s 44  |
| Médaille de bronze | 8     | Lana Pudar            | Bosnie-Herzégovine | 2 min 7 s 92  |
| 4                  | 5     | Rachel Klinker        | États-Unis         | 2 min 8 s 19  |
| 5                  | 2     | Ma Yonghui            | Chine              | 2 min 8 s 77  |
| 6                  | 6     | Boglarka Kapas        | Hongrie            | 2 min 8 s 81  |
| 7                  | 7     | Dalma Sebestyen       | Hongrie            | 2 min 9 s 80  |
| 8                  | 1     | Park Sujin            | Corée du Sud       | 2 min 10 s 09 |